# اسپرس ایرانی
اسپرس ایرانی (نام علمی: Onobrychis persica) نام یک گونه از سرده اسپرس است.